# ظنبوبية
ظنبوبية (الاسم العلمي: Tibia)، جنس من حلزونات البحر الكبيرة تتبع الرخويات بطنيات القدم البحرية.
كان يُنظر إلى هذا الجنس تقليديًا على أنه جزء من فصيلة الدولعيات، والمحار الحقيقي وأشباهها. ومع ذلك، تشير الدراسات علم التشكل والجزيئية الحديثة إلى أنه يجب تعريف هذه ("القواقع الظنبوبية") كفصيلة منفصلة، تحت مسمى الصيكميات (Rostellariidae)، وهذه هي الطريقة التي يتم التعامل بها في قاعدة بيانات WoRMS.
تنتمي الأنواع الحديثة إلى ثلاثة أجناس متميزة، ولكن عُرفت عدة أجناس أخرى من السجل الأحفوري.